# ماركاينا-كزيماين
بلدية ماركاينا-كزيماين (بالإسبانية: Markina-Xemein)‏ هي بلدية تقع في مقاطعة بيسكاي, التي تقع في منطقة الباسك شمالي إسبانيا.

## وصلات خارجية
- (بالإسبانية)